# Пико-Вьехо
Пико-Вьехо (исп. Pico Viejo, буквально — «старая вершина») — стратовулкан на острове Тенерифе. Также известен как Монтанья-Чаорра (исп. Montaña Chahorra).
Высота над уровнем моря — 3135 м. Является второй вершиной по высоте Канарских островов после вулкана Тейде. Состоит в вулканическом комплексе острова Тенерифе. Соответственно является геологически частью одной системы.
Сформировался вулкан около 200 тысяч лет назад. Сегодня диаметр кратера — около 800 м. Последнее извержение зафиксировано в 1798 году.
Пико-Вьехо входит в состав национального парка Тейде площадью 189 км², внесённого в список объектов Всемирного наследия ЮНЕСКО.